# Běhánky

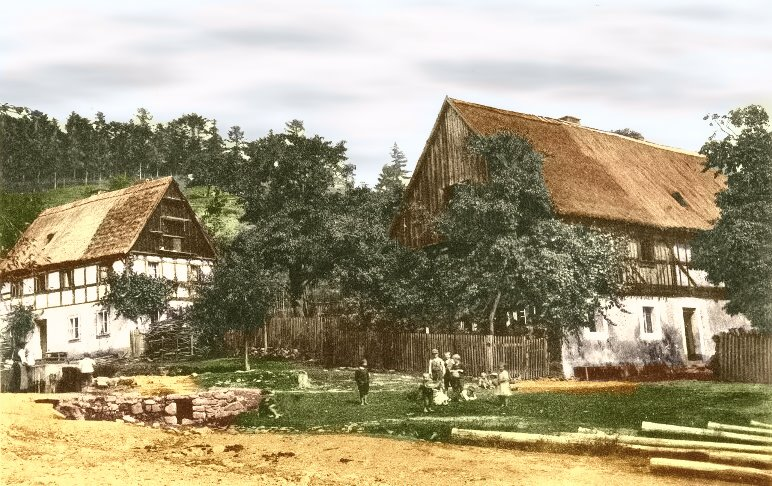
Motiv aus Běhánky

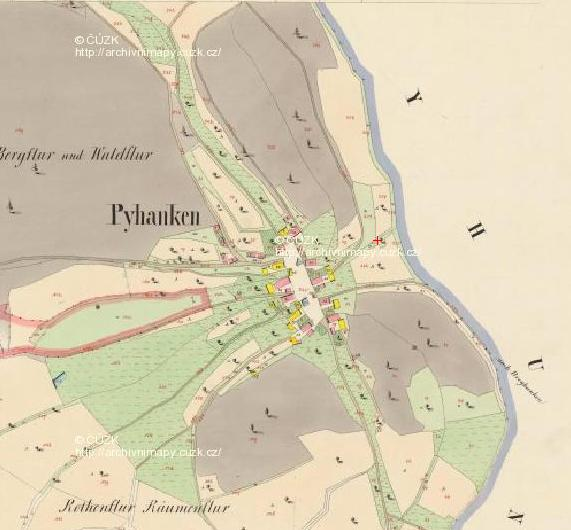
Flurkarte von Pyhanken (Běhánky) aus der Mitte des 19. Jahrhunderts

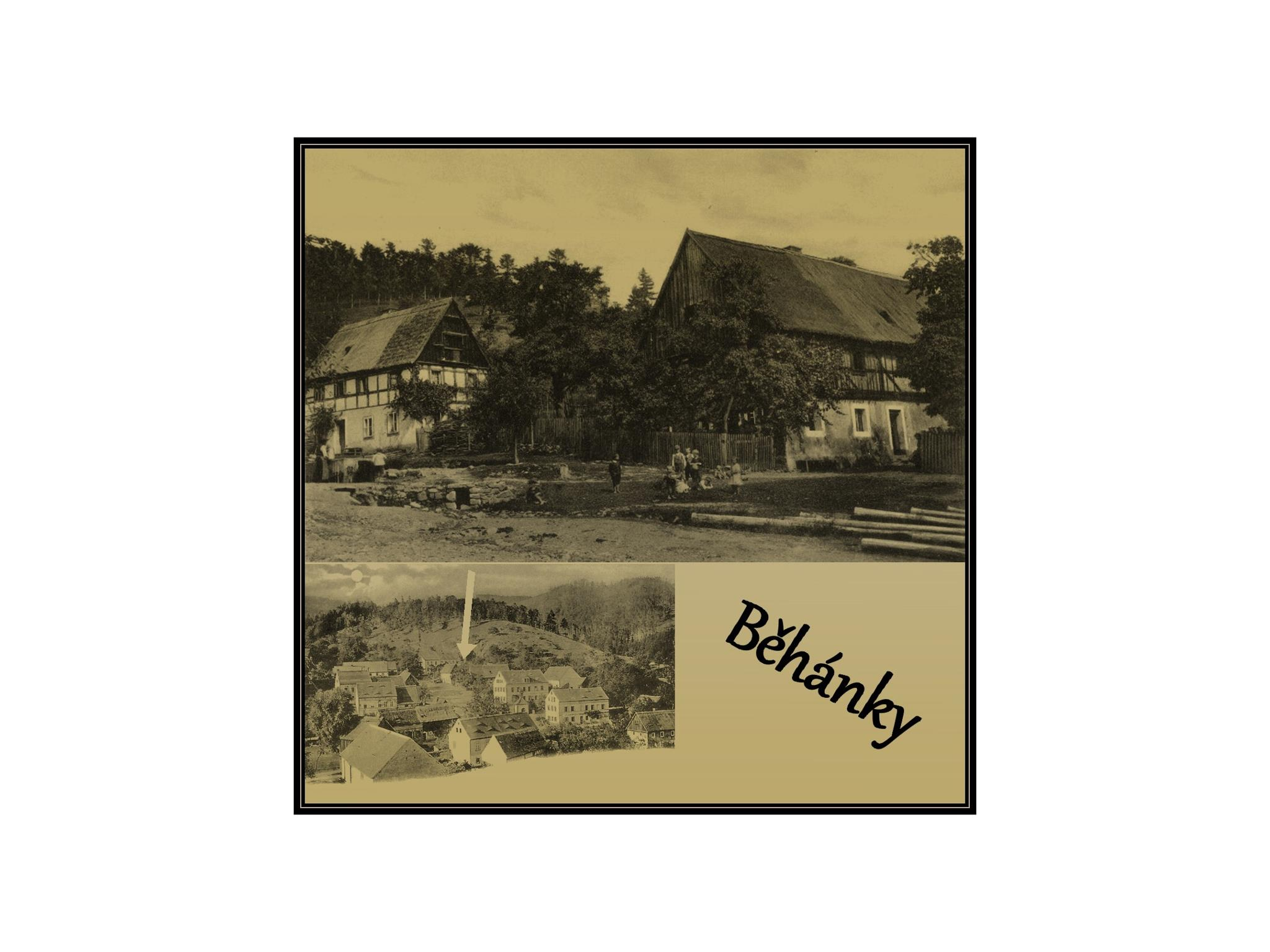
Historische Ortsansichten von Běhánky

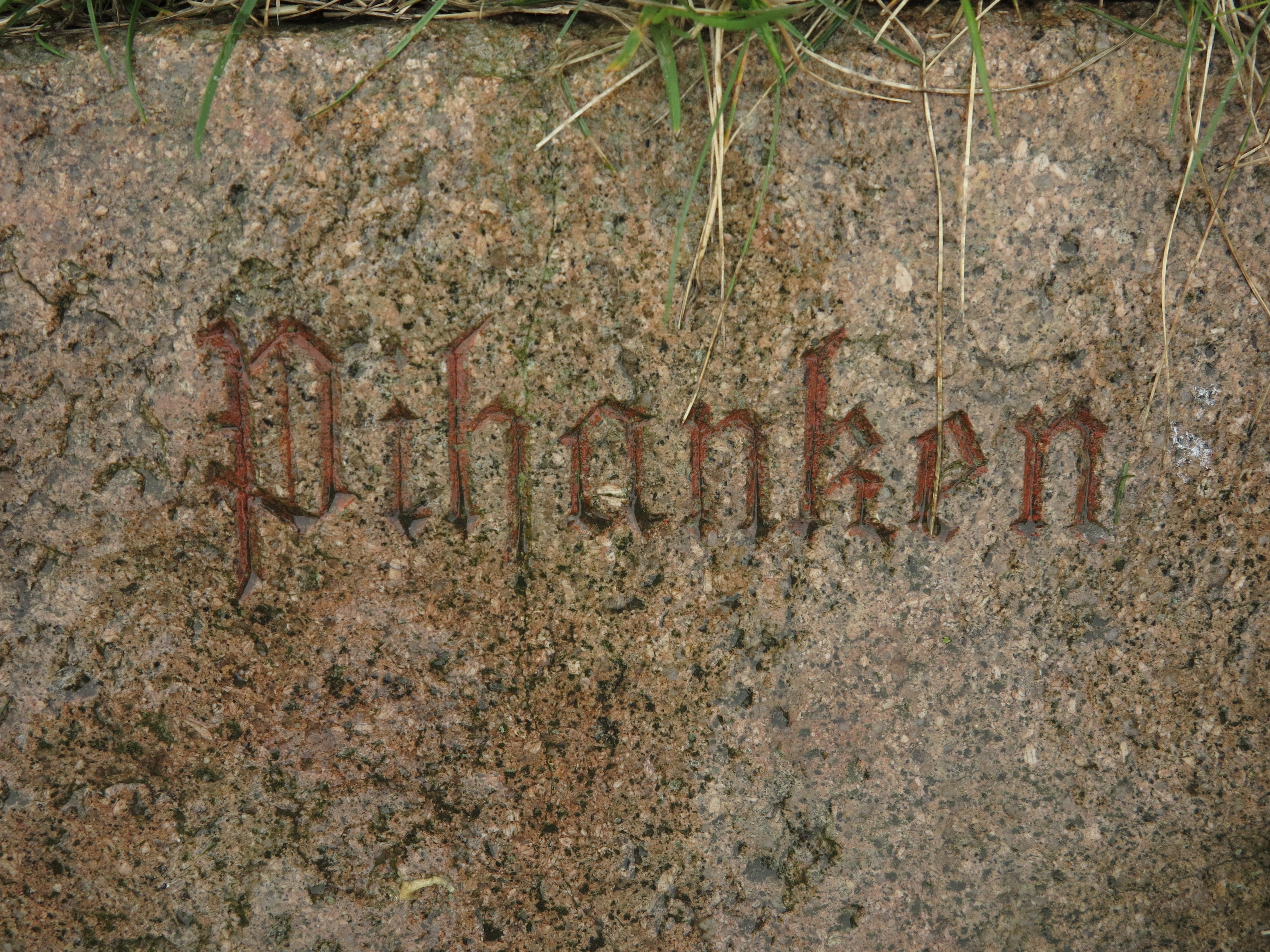
Schrifttafel am Kudlichdenkmal

Běhánky (deutsch Pihanken, früher auch Pyhanken) ist einer der sieben Ortsteile (Katastralbezirke) der Stadt Dubí  (deutsch Eichwald) im Okres Teplice in Tschechien.

## Geographische Lage
Der Ort liegt am Südfuß des Erzgebirge, knapp fünf Kilometer nordwestlich der Bezirksstadt Teplice.

## Geschichte
Die erste schriftliche Erwähnung des Ortes stammt aus dem Jahr 1487. Der Ort war den größten Teil seiner Geschichte eine kleine landwirtschaftliche Siedlung, die die benachbarte Stadt Teplitz mit Obst und Gemüse versorgte. Der Wandel kam erst an der Wende vom 19. zum 20. Jahrhundert, als sich hier in großer Zahl Arbeiter niederließen, die in den nahegelegenen Fabriken und Bergbauunternehmen arbeiteten.
Ab 1938/39 war Pihanken als Ortsteil von Schüttenitz und lag im Reichsgau Sudetenland, Landkreis Teplitz-Schönau, Regierungsbezirk Aussig. Hier lebten im Jahre 1939 2425 Einwohner. Nach Ende des Zweiten Weltkrieges mussten die meisten deutschen Bewohner des Ortes diesen zwangsweise räumen und die Tschechoslowakei verlassen.

## Sport
Der DSV Pihanken spielte in der Gauliga Sudetenland 1938/39.

## Sehenswürdigkeiten
- Neruda-Brunnen
- Steintisch (Kamenný stůl)
- Denkmal für Jan Hus auf dem Hus-Hügel bei Běhánky
- Am Kudlichdenkmal auf dem Wacholderberg (Jalovčiny, 383 m) beim Ortsteil Neudörfel (Nova Ves) der Stadt Teplitz (Teplice) gibt es eine Schrifttafel mit dem Schriftzug Pihanken.

## Söhne und Töchter der Gemeinde
- Horst Seemann (1937–2000), Filmregisseur, Schauspieler, Drehbuchautor und Komponist, galt als einer der renommiertesten Filmregisseure der DDR.